# Engistoneura lugens
Engistoneura lugens är en tvåvingeart som först beskrevs av Fabricius 1794.  Engistoneura lugens ingår i släktet Engistoneura och familjen bredmunsflugor.
Artens utbredningsområde är Sierra Leone. Inga underarter finns listade i Catalogue of Life.